# Glenn Vromans
Glenn Vromans (Lommel, 16 november 1992) is een Belgische keeper in het betaald voetbal. Hij stroomde in 2011 door vanuit de jeugd van Lommel United.

## Statistieken
| Seizoen         | Club            | Competitie      | Competitie | Competitie | Play-offs | Play-offs | Beker | Beker | Totaal | Totaal |
| Seizoen         | Club            | Competitie      | Wed.       | Dlp.       | Wed.      | Dlp.      | Wed.  | Dlp.  | Wed.   | Dlp.   |
| --------------- | --------------- | --------------- | ---------- | ---------- | --------- | --------- | ----- | ----- | ------ | ------ |
| 2010-2011       | Lommel United   | Tweede klasse   | 0          | 0          | 0         | 0         | 0     | 0     | 0      | 0      |
| 2011-2012       | Lommel United   | Tweede klasse   | 0          | 0          | —         | —         | 0     | 0     | 0      | 0      |
| 2012-2013       | Lommel United   | Tweede klasse   | 8          | 0          | 0         | 0         | 0     | 0     | 8      | 0      |
| 2013-2014       | Lommel United   | Tweede klasse   | 0          | 0          | 0         | 0         | 1     | 0     | 1      | 0      |
| 2014-2015       | Lommel United   | Tweede klasse   | 0          | 0          | 0         | 0         | 0     | 0     | 0      | 0      |
| 2015-2016       | ASV Geel        | Tweede klasse   | 18         | 0          | 0         | 0         | 0     | 0     | 18     | 0      |
| Carrière totaal | Carrière totaal | Carrière totaal | 26         | 0          | 0         | 0         | 1     | 0     | 27     | 0      |